# Liste der Monuments historiques in Champagney (Haute-Saône)
Die Liste der Monuments historiques in Champagney führt die Monuments historiques in der französischen Gemeinde Champagney auf.

## Liste der Objekte
| Bezeichnung                                    | Beschreibung | Standort                        | Kennzeichnung | Schutzstatus | Datum | Bild           |
| ---------------------------------------------- | --- | ------------------------------- | ------------- | ------------ | ----- | -------------- |
| Gemälde Anbetung der Könige                    | Ölfarbe auf Holz, bezeichnet 1544 | in der Kirche St-Laurent (Lage) | PM70000253    | Classé       | 1912  |                |
| Skulptur Heilige Barbara                       | Stein, farbig gefasst, 16. Jahrhundert                                                                                                   | in der Kirche St-Laurent (Lage) | PM70000254    | Classé       | 1912  | weitere Bilder |
| Wandvertäfelung des Chorraums                  | Holz, vergoldet, datiert 1784 | in der Kirche St-Laurent (Lage) | PM70000257    | Classé       | 1942  |                |
| Gemälde Tobias, Tobit und der Erzengel Raphael | Ölfarbe auf Leinwand, vergoldeter Holzrahmen, um 1700; nach Giovanni Bilivert                                                            | in der Kirche St-Laurent (Lage) | PM70001817    | Classé       | 1997  |                |
| Gedenktafel an die Durchreise von Ludwig XIV.  | Stein, bezeichnet 1683 | in der Kirche St-Laurent (Lage) | PM70000255    | Classé       | 1942  |                |
| Kanzel                                         | Holz, 18. Jahrhundert | in der Kirche St-Laurent (Lage) | PM70000256    | Classé       | 1942  | weitere Bilder |
| Kommunionbank                                  | Schmiedeeisen, 18. Jahrhundert | in der Kirche St-Laurent (Lage) | PM70002232    | Inscrit      | 2000  |                |
| Kollektenteller                                | Zinn, 18. Jahrhundert | in der Kirche St-Laurent (Lage) | PM70002233    | Inscrit      | 2000  |                |
| Reliquienbüste Madonna                         | Holz, farbig gefasst und vergoldet, 18. Jahrhundert                                                                                      | in der Kirche St-Laurent (Lage) | PM70002248    | Inscrit      | 1996  |                |
| Reliquienbüste Johannes                        | Holz, farbig gefasst und vergoldet, 18. Jahrhundert                                                                                      | in der Kirche St-Laurent (Lage) | PM70002249    | Inscrit      | 1996  |                |
| Vier Beichtstühle                              | Holz, 18. Jahrhundert | in der Kirche St-Laurent (Lage) | PM70002250    | Inscrit      | 1996  |                |
| Barbara-Altar                                  | rechter Seitenaltar; Altartisch, Retabel und Gemälde; Holz, farbig gefasst, 18. Jahrhundert, sowie Ölfarbe auf Leinwand, 19. Jahrhundert | in der Kirche St-Laurent (Lage) | PM70002251    | Inscrit      | 1996  |                |
| Marienaltar                                    | linker Seitenaltar; Altartisch und Retabel; Holz, farbig gefasst, 18. und 19. Jahrhundert                                                | in der Kirche St-Laurent (Lage) | PM70002252    | Inscrit      | 1996  |                |
| Gemälde Mariä Geburt                           | Ölfarbe auf Leinwand, vergoldeter Holzrahmen, um 1800                                                                                    | in der Kirche St-Laurent (Lage) | PM70002253    | Inscrit      | 1996  |                |